# Das gibt’s nie wieder
Das gibt’s nie wieder, auch bekannt unter dem englischen Originaltitel That’s Entertainment!, ist ein US-amerikanischer Dokumentarfilm von Jack Haley Jr. aus dem Jahr 1974. Der erfolgreiche Film, der mehrere Fortsetzungen bekam und auch weitere ähnliche Filme inspirierte, beschäftigt sich mit der Geschichte des Filmstudios Metro-Goldwyn-Mayer (MGM), insbesondere deren klassische Musicalfilme, und wurde zu dessen 50-jährigem Jubiläum produziert.

## Inhalt
Verschiedene Hosts – Frank Sinatra, Gene Kelly, Fred Astaire, Peter Lawford, Debbie Reynolds, Bing Crosby, James Stewart, Elizabeth Taylor, Mickey Rooney, Donald O’Connor und Liza Minnelli in Vertretung ihrer zu dem Zeitpunkt schon verstorbenen Mutter Judy Garland – führen die Zuschauer durch die Geschichte des MGM-Musicalfilms, von der Einführung des Tonfilms bis zum Ende der 1950er Jahre. Dabei werden Ausschnitte aus einer großen Zahl populärer Filme mit vielen bekannten Darstellern gezeigt.

## Hintergründe
Der Film war mehr als eine einfache Zusammenstellung von bekannten Nummern. Da vor 1936 veröffentlichte Filme zum Zeitpunkt der Veröffentlichung des Films weitestgehend nie im Fernsehen gezeigt worden waren, wurden viele Szenen somit das erste Mal seit den ursprünglichen Aufführungen im Kino gezeigt, andere Filme waren bis dato nur in schlechten Kopien auf regionalen Fernsehstationen gezeigt worden. Für den Film war das Material restauriert worden und sah nun zum Teil besser aus, als bei der Erstveröffentlichung. Bing Crosbys Auftritt als Host war sein letzter Filmauftritt.
Die Editoren Bud Friedgen und David E. Blewitt hatten großen Anteil am Erfolg des Films, weil sie es hin bekamen, Musical-Nummern zum Teil unmerklich deutlich einzukürzen. Donald O’Connor präsentierte die Szenen, in denen Esther Williams zu sehen war. Eigentlich sollte sie selbst diese Präsentation übernehmen, O’Connor und sie hatten nie zusammen gearbeitet, doch ihr um ihr Image besorgter Ehemann unterband dies, weil er sie für mittlerweile zu dick hielt.
Die Premiere am 17. Mai 1974 im Loew’s Beverly Theater in Beverly Hills wurde von MGM groß aufgezogen. Es war nur einer von fünf Filmen, die das Unternehmen in diesem Jahr zur Aufführung brachte. MGM bewarb ihn mit der Behauptung, es sei ihre größte Premiere seit einem Vierteljahrhundert. 100 Filmstars sollten anwesend sein. Wer eine Karte für die Premiere und ein anschließendes Abendessen für 100 Dollar erworben hatte, konnte mit einem der Filmstars am Tisch sitzen. Durch den Abend führten Sammy Davis Jr. und Liza Minnelli, die Bühne betraten zudem unter anderem Debbie Reynolds, Frank Sinatra, Gene Kelly und Elizabeth Taylor. Auch wenn es am Ende ein PR-Erfolg für MGM war, wurde das Ereignis dennoch von der Schießerei überschattet, die sich die Symbionese Liberation Army an dem Abend in Los Angeles mit der Polizei lieferte, was zu einem Abzug eines Großteils der Presse von der Premiere sorgte.
An den Kassen war der Film ein Erfolg und spielte bei geschätzten Produktionskosten von 3,2 Millionen Dollar 19,1 Millionen Dollar ein. Damit war es für den Verleiher United Artists der kommerziell erfolgreichste Film des Jahres. Der Erfolg sorgte dafür, dass es drei Nachfolgefilme gab:
- Das gibt’s nie wieder II (1976)
- That’s Dancing! (1985)
- Das gibt’s nie wieder III (1994)

Die Regie des zweiten Teils übernahm Gene Kelly, der gemeinsam mit Fred Astaire auch als alleinige Hosts durch den Film führte. Das Konzept der verschiedenen Hosts wurde in den beiden anderen Filmen wieder aufgenommen. Bei That’s Dancing! übernahm Haley Jr. wieder die Regie, bei Das gibt’s nie wieder III Bud Friedgen und Michael J. Sheridan. Gene Kelly ist der einzige Host, der in allen vier Teilen auftritt. Für That’s Dancing! wurde das Konzept etwas abgewandelt und nicht nur auf Filme von MGM geschaut. Obwohl er in den Eröffnungs-Credits auch als That’s Entertainment! III bezeichnet wurde, zählt offiziell Das gibt’s nie wieder III als Namensträger.

## Kritiken und Rezeption
Bei 16 gewerteten Kritiken erhielt der Film auf Rotten Tomatoes eine positive Zustimmung von 100 %.
Bei den Kansas City Film Critics Circle Awards wurde der Film 1974 als Bester Dokumentarfilm ausgezeichnet.

## Ausgewertete Filme
Folgende 55 Filme wurden für die Dokumentation ausgewertet, manche mit größeren Anteilen, manche auch nur mit kurzen Ausschnitten:
- Die Broadway Melodie (1929)
- The Hollywood Revue of 1929 (1929)
- Buster rutscht ins Filmland (1930)
- Helgas Fall und Aufstieg (1931)
- Der Theaterprofessor (1932)
- Broadway to Hollywood (1933)
- Ich tanze nur für Dich (1933)
- Going Hollywood (1933)
- Die öffentliche Meinung (1935)
- Meuterei auf der Bounty (1935)
- La Fiesta de Santa Barbara (1935)
- Rose-Marie (1936)
- Der große Ziegfeld (1936)
- Suzy (1936)
- Zum Tanzen geboren (1936)
- Every Sunday (1936)
- Broadway Melodie 1938 (1937)
- Hoheit tanzt inkognito (1937)
- Der Testpilot (1938)
- Love Finds Andy Hardy (1938)
- Idiot’s Delight (1939)
- Das zauberhafte Land (1939)
- Musik ist unsere Welt (1939)
- Vom Winde verweht (1939)
- Broadway Melodie 1940 (1940)
- Heiße Rhythmen in Chicago (1940)
- Little Nellie Kelly (1940)
- Mädchen im Rampenlicht (1941)
- Babes on Broadway (1941)
- For Me and My Gal (1942)
- Nacht der tausend Sterne (1943)
- Girl Crazy (1943)
- Badende Venus (1944)
- Heimweh nach St. Louis (1944)
- Urlaub in Hollywood (1945)
- Broadway Melodie 1950 (1945)
- The Harvey Girls (1946)
- Bis die Wolken vorüberzieh’n (1946)
- Ihre beiden Verehrer (1947)
- Liebe auf den zweiten Blick (1947)
- Cynthia (1947)
- Good News (1947)
- Auf einer Insel mit dir (1948)
- Der Pirat (1948)
- Osterspaziergang (1948)
- Wirbel um Judy (1948)
- Words and Music (1948)
- Spiel zu dritt (1949)
- Tänzer vom Broadway (1949)
- Damals im Sommer (1949)
- Heut’ gehn wir bummeln (1949)
- Drei kleine Worte (1950)
- Der Fischer von Louisiana (1950)
- Summer Stock (1950)
- Tod im Nacken (1950)
- Einmal eine Dame sein (1950)
- Königliche Hochzeit (1951)
- Mississippi-Melodie (1951)
- Ein Amerikaner in Paris (1951)
- Du sollst mein Glücksstern sein (1952)
- Small Town Girl (1953)
- Die Wasserprinzessin (1953)
- Vorhang auf! (1953)
- Eine Braut für sieben Brüder (1954)
- In Frisco vor Anker (1955)
- Die oberen Zehntausend (1956)
- Gigi (1958)

## Präsentierte Darsteller
Die folgenden Personen sind als Stars in Filmen zu sehen:
- June Allyson
- Leon Ames
- Kay Armen
- Edward Arnold
- Fred Astaire
- Ethel Barrymore
- Lionel Barrymore
- Scotty Beckett
- Wallace Beery
- Ray Bolger
- Joe E. Brown
- Virginia Bruce
- Jack Buchanan
- Billie Burke
- Leslie Caron
- Carleton Carpenter
- Cyd Charisse
- George Cleveland
- Maurice Chevalier
- Joan Crawford
- Bing Crosby
- Xavier Cugat
- Jacques d’Amboise
- Arlene Dahl
- Virginia Dale
- Lili Damita
- Vic Damone
- Gloria DeHaven
- Tom Drake
- Jimmy Durante
- Deanna Durbin
- Buddy Ebsen
- Nelson Eddy
- Cliff Edwards
- Vera-Ellen
- Errol Flynn
- Clark Gable
- Greta Garbo
- Ava Gardner
- Judy Garland
- Betty Garrett
- Greer Garson
- Hermione Gingold
- Cary Grant
- Kathryn Grayson
- Virginia Grey
- Jack Haley
- Jean Harlow
- Bernadene Hayes
- Van Heflin
- Katharine Hepburn
- Lena Horne
- Lottice Howell
- Claude Jarman Jr.
- Betty Jaynes
- Van Johnson
- Allan Jones
- Jennifer Jones
- Louis Jourdan
- Buster Keaton
- Howard Keel
- Gene Kelly
- Charles King
- Lorraine Krueger
- Bert Lahr
- Fernando Lamas
- Angela Lansbury
- Mario Lanza
- Peter Lawford
- Ruta Lee
- Vivien Leigh
- Jeanette MacDonald
- Marjorie Main
- Joan Marsh
- Tony Martin
- Douglas McPhail
- Ann Miller
- Sidney Miller
- Liza Minnelli
- Carmen Miranda
- Ricardo Montalbán
- Robert Montgomery
- Agnes Moorehead
- Natalie Moorhead
- Dennis Morgan
- Frank Morgan
- Jules Munshin
- Conrad Nagel
- J. Carrol Naish
- Julie Newmar
- Die Nicholas Brothers
- Margaret O’Brien
- Virginia O’Brien
- Donald O’Connor
- Reginald Owen
- Walter Pidgeon
- Marc Platt
- Paul Porcasi
- Eleanor Powell
- Jane Powell
- June Preisser
- Richard Quine
- Tommy Rall
- Debbie Reynolds
- Jeff Richards
- Ginger Rogers
- Mickey Rooney
- Selena Royle
- Norma Shearer
- Frank Sinatra
- Red Skelton
- Robert Stack
- James Stewart
- Paula Stone
- Russ Tamblyn
- Elizabeth Taylor
- Sidney Toler
- Audrey Totter
- Spencer Tracy
- Lana Turner
- William Warfield
- Virginia Weidler
- Esther Williams
- Robert Young